# 코드링턴

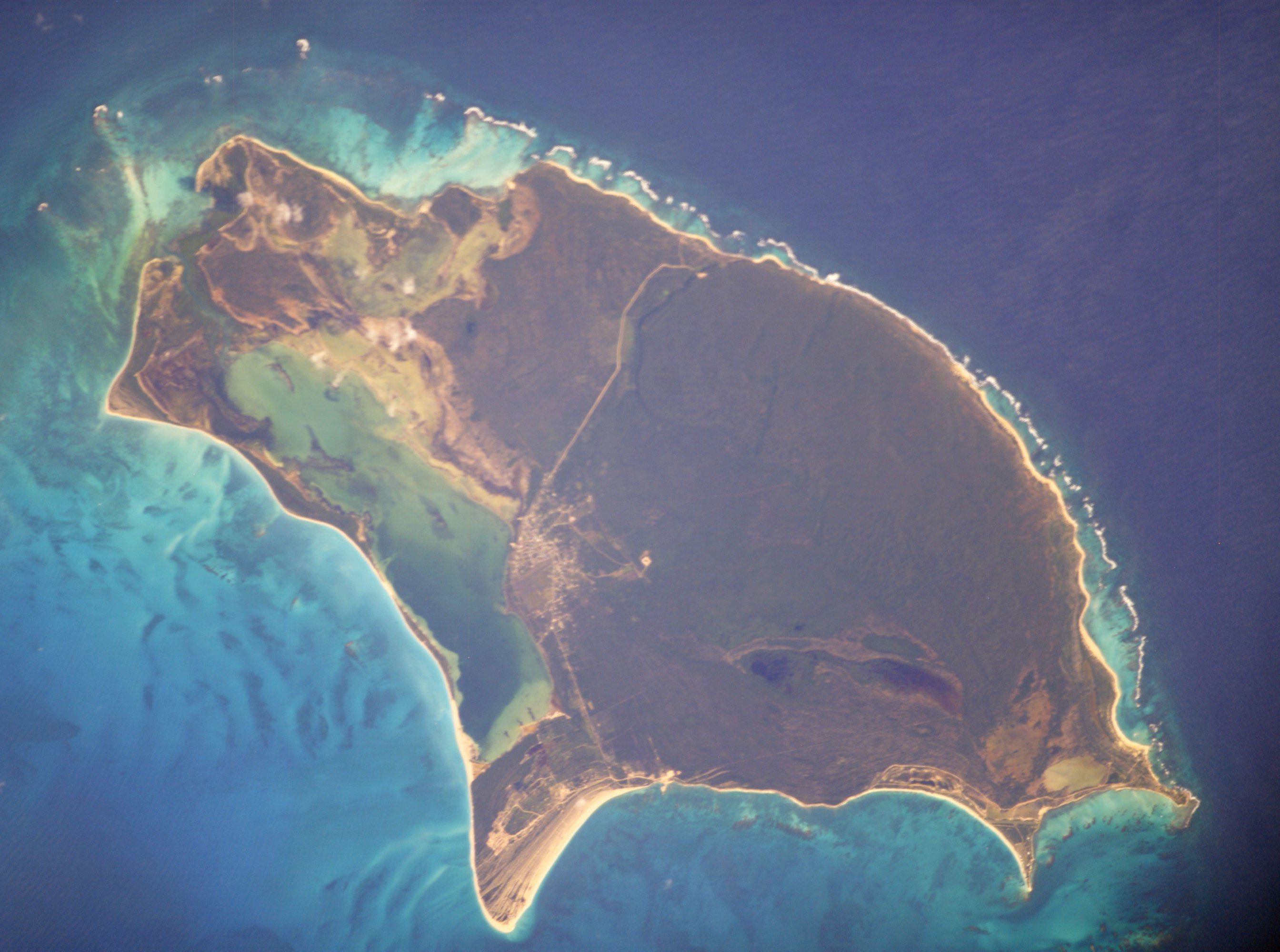

코드링턴(영어: Codrington)은 앤티가 바부다의 도시로 바부다섬의 중심 도시이다. 높이는 6m, 인구는 1,325명(2001년 기준)이다.
1685년 크리스토퍼 코드링턴(Christopher Codrington)과 존 코드링턴(John Codrington) 가족에 의해 건설되었다. 1904년 당시의 인구는 700명, 1991년 인구 조사 당시의 인구는 1,252명이었다.